# Còlit cuabrú
El còlit cuabrú (Oenanthe scotocerca) és una espècie d'ocell de la família dels muscicàpids (Muscicapidae) pròpia de l'Àfrica central. Es troba al Txad, Eritrea, Etiòpia, Kenya, Somàlia, Sudan i Uganda. Habita les sabanes, matollars i pastures subtropicals o tropicals. El seu estat de conservació es considera de risc mínim.